# Katanakallu, Gauribidanur
Katanakallu là một làng thuộc tehsil Gauribidanur, huyện Chikkaballapur, bang Karnataka, Ấn Độ.